# ホルミズド6世
ホルミズド6世（パフラヴィー語: 𐭠𐭥𐭧𐭥𐭬𐭦𐭣）は、サーサーン朝の君主。サーサーン朝の将軍で簒奪者のシャフルバラーズの息子シャープール5世が貴族のファッルフ・ホルミズドによって廃位されると、シャフルバラーズはニシビスでホルミズド6世を擁立、一方ファッルフ・ホルミズドはクテシフォンでサーサーン朝の王女アーザルミードゥフトを擁立した。ホルミズド6世は祖父ホスロー2世（在位：590年 - 628年）が628年に廃位され処刑された後の内乱で即位した多くの簒奪者の1人だった。彼はニシビスで2年ほど統治したが、即位のときに自身を支持した軍に裏切られて廃位された。ホルミズド6世と同じくホスロー2世の孫であるヤズデギルド3世が貴族の支持を受けてサーサーン朝唯一の君主となった。